# Ján Sedmina
Ján Sedmina (* 2. dubna 1967) je bývalý slovenský fotbalista.

## Fotbalová kariéra
V československé lize hrál za ZVL Považská Bystrica. Nastoupil ve 12 ligových utkáních.

## Ligová bilance
| Ročník                                      | Zápasy | Góly |                       |
| ------------------------------------------- | ------ | ---- | --------------------- |
| 1. slovenská národní fotbalová liga 1988/89 | 2      | 0    | ZVL Považská Bystrica |
| 1. československá fotbalová liga 1989/90    | 12     | 0    | ZVL Považská Bystrica |
| CELKEM                                      | 12     | 0    |                       |